# Jonathan Alves
Jonathan Alves (Choisy-le-Roi, 2 december 1982) is een Frans-Portugees voetbalcoach en voormalig voetballer.

## Carrière
Alves kwam als voetballer uit op het derde niveau in Portugal. Aan de Universiteit van Porto studeerde hij sportmanagement met voetbal als specialisatie. Als jonge twintiger was hij als jeugdtrainer actief bij SC Esmoriz, waar hij uiteindelijk opklom tot assistent-trainer. Die functie oefende hij in de daaropvolgende jaren uit bij verschillende clubs in verschillende landen. Zowel met FC Arouca als met RWDM promoveerde hij als assistent naar het hoogste niveau.
Alves werkte met verschillende hoofdtrainers meermaals samen. Met Bruno Cardoso werkte hij samen bij zowel CF União als bij FC Penafiel. Alain Casanova, zijn hoofdtrainer bij RC Lens, nam hem later mee naar Toulouse FC en FC Lausanne-Sport. Toen Vincent Euvrard in september 2023 aan de slag ging bij Zulte Waregem, nam hij Alves, die twee maanden eerder samen met hemzelf ontslagen was bij RWDM, mee op in zijn trainersstaf.
In de zomer van 2024 werd Alves door de KBVB aangesteld als bondscoach van België –19. Daar was hij slechts enkele maanden aan de slag: in december 2024 maakte hij immers al de overstap naar RSC Anderlecht, waar hij de assistent werd van hoofdtrainer David Hubert. Met Yannick Euvrard kwam hij er de broer van oude bekende Vincent Euvrard tegen in de staf van de Belgische recordkampioen.
Na het ontslag van Hubert in maart 2025 diende Alves nog twee maanden onder diens opvolger Besnik Hasi. Een paar weken nadat het seizoen 2024/25 voor Anderlecht eindigde, werd de samenwerking tussen Alves en Anderlecht evenwel stopgezet. Meteen werd aangekondigd dat Alves aan de slag ging bij Club Brugge, waar hij net als Joseph Akpala assistent-trainer werd. Alves kreeg in de staf van hoofdtrainer Nicky Hayen de rol van Team Development Coach toegewezen, die inhield dat hij moest waken over de langetermijnvisie binnen de staf.
2 Romero ·
4 Ordóñez ·
8 Tzolis ·
9 Jutglà ·
10 Vetlesen ·
14 Meijer ·
15 Onyedika ·
16 Van den Heuvel ·
17 Vermant ·
19 Nilsson ·
20 Vanaken  · 
21 Skóraś ·
22 Mignolet ·
24 Osuji ·
27 Nielsen ·
29 Jackers ·
30 Jashari ·
41 Siquet ·
44 Mechele ·
55 De Cuyper ·
58 Spileers ·
62 Audoor ·
64 Sabbe ·
65 Seys ·
66 Yameogo ·
67 Et Taïbi ·
68 Talbi ·
71 De Corte ·
81 Vanden Driessche ·
84 Campbell ·
87 Furo ·
Coach: Hayen
Assistent-coach: Jonckheere